# Ulica Wenecjańska w Poznaniu
Ulica Wenecjańska – ulica zlokalizowana na Chwaliszewie w Poznaniu, wzdłuż starego koryta Warty.
Ulica wzięła nazwę od zamieszkujących ją w XVIII wieku włoskich rzemieślników, wytwarzających gipsowe figurki ozdobne. Mieszkali tu również rybacy, a później także Cyganie trudniący się zarobkową grą na skrzypcach. W dwudziestoleciu międzywojennym nie uznawali oni władzy królów cygańskich, tylko zwierzchność prezydenta RP. Z zakładów istniały przy tej ulicy m.in. pierwsza poznańska stacja wodociągowa, fabryka organów kościelnych, guzików oraz zapałek braci Stabrowskich (ta ostatnia spłonęła w dużym pożarze, jaki miał miejsce wiosną 1923). W 1866 powstała tu pierwsza w Poznaniu stacja wodociągowa.
Przy ulicy znajduje się hotel City Solei, a także intensywna zabudowa deweloperska.